# Список серий телесериала «Мстители»
Список серий телесериала «Мстители». C 1960 по 1969 год было снято 6 сезонов, составляющих 161 серию. Нумерация серий проставлена в соответствии с порядком показа в России.
Первые 3 сезона были сняты на видеоплёнку и имели представление о сериале как о телеспектакле. Последующие же показали сериал, как шпионское игровое шоу, снятое на киноплёнку.

## Обзор
| Сезон | Сезон | Серии | Премьерный показ в ВБ | Премьерный показ в ВБ | Показ в РФ     | Показ в РФ      |
| Сезон | Сезон | Серии | Начало                | Конец                 | Начало         | Конец           |
| ----- | ----- | ----- | --------------------- | --------------------- | -------------- | --------------- |
|       | 1     | 26    | 7 января 1961         | 30 декабря 1961       | —              | —               |
|       | 2     | 26    | 29 сентября 1962      | 23 марта 1963         | —              | —               |
|       | 3     | 26    | 28 сентября 1963      | 21 марта 1964         | —              | —               |
|       | 4     | 26    | 28 сентября 1965      | 22 марта 1966         | —              | —               |
|       | 5     | 24    | 9 января 1967         | 15 ноября 1967        | 1 октября 1995 | 10 марта 1996   |
|       | 6     | 33    | 25 сентября 1968      | 18 мая 1969           | 17 марта 1996  | 6 сентября 1996 |

## Сезон 1 (1961)
26 серий
- Доктор Дэвид Кил & Джон Стид (23 серии)
- Доктор Дэвид Кил (2 серии)
- Джон Стид (1 серия)

## Сезон 2 (1962—1963)
26 серий
- Джон Стид & Мартин Кинг (3 серии)
- Джон Стид & Венера Смит (6 серий)
- Джон Стид & Кэти Гейл (17 серий)

## Сезон 3 (1963—1964)
26 серий
- Джон Стид & Кэти Гейл

## Сезон 4 (1965—1966)
26 серий
- Джон Стид & Эмма Пил

## Сезон 5 (1967)
24 серии
- Джон Стид & Эмма Пил

| Серия # | Показ (ВБ) (Москва ТВ-6)         | Название                                                                                      | Актёры                                                                                |
| ------- | -------------------------------- | --------------------------------------------------------------------------------------------- | ------------------------------------------------------------------------------------- |
| 5-01    | 21 января 1967 1 октября 1995    | «Торговцы страхом» (англ. The Fear Merchants)                                                 | Патрик Каргилл, Эндрю Кейр, Брайан Уайлд, Гэрфилд Морган, Аннетта Кэрелл              |
| 5-02    | 28 января 1967 8 октября 1995    | «Вовремя скрыться» (англ. Escape in Time)                                                     | Питер Боулз, Джеффри Бэйлдон, Джуди Парфитт, Имоджен Хассалл                          |
| 5-03    | 11 февраля 1967 15 октября 1995  | «Птица, которая слишком много знала» (англ. The Bird Who Knew Too Much)                       | Рон Муди, Кеннет Коуп, Энтони Валентайн, Илона Роджерс, Джон Вуд                      |
| 5-04    | 14 января 1967 22 октября 1995   | «От Венеры с любовью» (англ. From Venus with Love)                                            | Барбара Шелли, Филип Лок, Джон Пертви, Адриан Роупс                                   |
| 5-05    | 4 февраля 1967 29 октября 1995   | «Человек-невидимка» (англ. The See-Through Man)                                               | Уоррен Митчелл, Рой Киннер, Мойра Листер                                              |
| 5-06    | 18 февраля 1967 5 ноября 1995    | «Крылатый мститель» (англ. The Winged Avenger)                                                | Найджел Грин, Колин Дживонс, Нил Хэллетт, Энн Сидни                                   |
| 5-07    | 25 февраля 1967 ?                | «The Living Dead»                                                                             | Джулиан Гловер, Памела Энн Дэви, Вернон Добчефф, Джек Ватсон                          |
| 5-08    | 4 марта 1967 12 ноября 1995      | «Притаившийся тигр» (англ. The Hidden Tiger)                                                  | Ронни Баркер, Габриелла Дрэйк, Фредерик Тревес                                        |
| 5-09    | 11 марта 1967 19 ноября 1995     | «Как правильно убивать» (англ. The Correct Way to Kill)                                       | Анна Квайл, Майкл Гоф, Питер Баркворт, Теренс Александер, Филип Мэдок, Тимоти Бейтсон |
| 5-10    | 18 марта 1967 26 ноября 1995     | «Никогда, никогда не говори слова „смерть“» (англ. Never, Never Say Die)                      | Кристофер Ли, Патриция Инглиш, Питер Джеффри, Кристофер Бенджамин, Алан Чантз         |
| 5-11    | 1 апреля 1967 28 января 1996     | «Эпопея» (англ. Epic)                                                                         | Питер Уингард, Иза Миранда, Кеннет Дж. Уоррен, Энтони Даус                            |
| 5-12    | 8 апреля 1967 14 января 1996     | «Непревзойдённая семёрка» (англ. The Superlative Seven)                                       | Шарлотта Рэмплинг, Брайан Блессид, Дональд Сазерленд                                  |
| 5-13    | 15 апреля 1967 17 декабря 1995   | «Странный случай по пути на станцию» (англ. A Funny Thing Happened on the Way to the Station) | Джон Лори, Дрю Хенли, Айла Блэр                                                       |
| 5-14    | 22 апреля 1967 3 декабря 1995    | «В детской что-то ужасное» (англ. Something Nasty in the Nursery)                             | Дадли Фостер, Юта Джойс, Пол Эддингтон, Клайв Данн, Патрик Нюэлл                      |
| 5-15    | 29 апреля 1967 24 декабря 1995   | «Джокер» (англ. The Joker)                                                                    | Питер Джеффри, Рональд Лейси, Салли Несбитт, Джон Стоун                               |
| 5-16    | 6 мая 1967 7 января 1996         | «Кто есть кто???» (англ. Who’s Who???)                                                        | Фредди Джонс, Патриция Хэйнс                                                          |
| 5-17    | 7 октября 1967 10 декабря 1995   | «Дверь в смерть» (англ. Death’s Door)                                                         | Клиффорд Эванс, Аллан Катбертсон                                                      |
| 5-18    | 30 сентября 1967 11 февраля 1996 | «Возвращение кибернота» (англ. Return of the Cybernauts)                                      | Питер Кашинг, Фредерик Джагер, Чарльз Тингвелл, Фултон Маккэй                         |
| 5-19    | 21 октября 1967 21 января 1996   | «Сокровище мертвеца» (англ. Dead Man’s Treasure)                                              | Валери Ван Ост, Эдвин Ричфилд, Нил Маккарти, Артур Лоу                                |
| 5-20    | 14 октября 1967 4 февраля 1996   | «Завтрак ценой в 50 000 фунтов» (англ. The £50,000 Breakfast)                                 | Яланда Тернер, Дэвид Лэнгтон                                                          |
| 5-21    | 28 октября 1967 3 марта 1996     | «Вы только что были убиты» (англ. You Have Just Been Murdered)                                | Барри Инэм, Роберт Флеминг                                                            |
| 5-22    | 4 ноября 1967 25 февраля 1996    | «Хороший плохой человек» (англ. The Positive-Negative Man)                                    | Рэй Маккэннелли, Майкл Лэтимер, Кэролин Блэкистон, Шандор Элс                         |
| 5-23    | 11 ноября 1967 10 марта 1996     | «Убийства в поселке» (англ. Murdersville)                                                     | Колин Блейкли, Рональд Хайнс, Шила Фирн, Джон Шарп, Джон Ронэн                        |
| 5-24    | 18 ноября 1967 18 февраля 1996   | «Задание в высшей степени невероятное» (англ. Mission: Highly Improbable)                     | Рональд Рэдд, Джейн Мерроу, Фрэнсис Мэттьюс, Николас Кортни                           |

## Сезон 6 (1968—1969)
33 серии
- Джон Стид & Тара Кинг (32 серии)
- Джон Стид, Эмма Пил & Тара Кинг (1 серия)

| Серия # | Показ (ВБ) (Москва ТВ-6)        | Название | Актёры                                                                                        |
| ------- | ------------------------------- | --- | --------------------------------------------------------------------------------------------- |
| 6-01    | 15 января 1969 показа нет       | «Вторжение Землян» (англ. Invasion of the Earthmen)                                                                          | Уильям Лукас, Уоррен Кларк, Люси Флеминг, Кристиан Робертс                                    |
| 6-02    | 25 сентября 1968 17 марта 1996  | «Операция „Незабудки“» (англ. The Forget-Me-Knot) (включает Эмму Пил и Тару Кинг)                                            | Джереми Янг                                                                                   |
| 6-03    | 5 февраля 1969 24 марта 1996    | «Странное дело с бесчисленными уликами» (англ. The Curious Case of the Countless Clues)                                      | Энтони Бэйт, Кеннет Коуп, Трэйси Рид                                                          |
| 6-04    | 23 октября 1968 4 апреля 1996   | «Раскол» (англ. Split!) | Найджел Дэвенпорт, Морис Гуд, Бернард Арчер, Джон Г. Хеллер                                   |
| 6-05    | 14 мая 1969 11 апреля 1996      | «Средство для побега» (англ. Get-a-Way)                                                                                      | Питер Боулз, Эндрю Кир                                                                        |
| 6-06    | 11 декабря 1968 18 апреля 1996  | «Торговцы оружием» (англ. Have Guns — Will Haggle)                                                                           | Джонни Секка, Никола Пэджетт, Джонатан Берн                                                   |
| 6-07    | 4 декабря 1968 25 апреля 1996   | «А где же те двое, вы уже догадались?» (англ. Look — (Stop Me If You’ve Heard This One) — But There Were These Two Fellers…) | Джимми Джуел, Джон Клиз, Бернард Криббинс, Джулиан Чагрин, Джон Вудвайн, Талфрин Томас        |
| 6-08    | 7 апреля 1969 2 мая 1996        | «Моя самая большая мечта» (англ. My Wildest Dream)                                                                           | Питер Вон, Эдвард Фокс, Филип Мэдок                                                           |
| 6-09    | 30 октября 1968 9 мая 1996      | «Кто стрелял в Джорджа XR 40?» (англ. Whoever Shot Poor George Oblique Stroke XR40?)                                         | Деннис Прайс, Клиффорд Эванс, Джуди Парфитт, Фрэнк Уиндзор, Валери Леон                       |
| 6-10    | 16 октября 1968 23 мая 1996     | «Ты найдешь свою смерть» (англ. You’ll Catch Your Death)                                                                     | Майкл Калвер, Валентайн Дайалл, Фултон Маккэй, Сильви Кэй, Дадли Саттон                       |
| 6-11    | 13 ноября 1968 16 мая 1996      | «Все делается с помощью зеркал» (англ. All Done with Mirrors)                                                                | Динсдейл Лэнден, Питер Коупли, Эдвин Ричфилд, Майкл Трабшоу                                   |
| 6-12    | 9 октября 1968 30 мая 1996      | «Похищение сверхсекретного шифра» (англ. The Super Secret Cypher Snatch)                                                     | Саймон Оутс, Аллан Катбертсон, Николас Смит                                                   |
| 6-13    | 2 октября 1968 6 июня 1996      | «Игра» (англ. Game) | Питер Джеффри                                                                                 |
| 6-14    | 6 ноября 1968 13 июня 1996      | «Фальшивое свидетельство» (англ. False Witness)                                                                              | Бэрри Уоррен, Тони Стидмэн, Уильям Джоб                                                       |
| 6-15    | 27 ноября 1968 20 июня 1996     | «Светопреставление в полдень» (англ. Noon Doomsday)                                                                          | Т.П.Маккенна, Рэй Брукс, Энтони Эйнли, Питер Бромилов                                         |
| 6-16    | 20 ноября 1968 27 июня 1996     | «Смерть наследства» (англ. Legacy of Death)                                                                                  | Стратфорд Джонс, Рональд Лейси, Ричард Хёрндэлл                                               |
| 6-17    | 18 декабря 1968 4 июля 1996     | «Они без конца убивают Стида» (англ. They Keep Killing Steed)                                                                | Иэн Огилви, Рэй Мккэнелли, Бернард Хосфэлл                                                    |
| 6-18    | 12 февраля 1969 11 июля 1996    | «Жаль, что вас здесь нет» (англ. Wish You Were Here)                                                                         | Лайэм Редмонд, Роберт Эркарт, Брук Уильямс, Дадли Фостер                                      |
| 6-19    | 22 января 1969 18 июля 1996     | «Убийца» (англ. Killer) | Дженнифер Крокстон, Ричард Уоттис, Грант Тэйлор, Уильям Франклин                              |
| 6-20    | 8 января 1969 25 июля 1996      | «Охотники за гнилью» (англ. The Rotters)                                                                                     | Джеральд Сим, Эрик Баркер, Джером Уиллис                                                      |
| 6-21    | 1 января 1969 1 августа 1996    | «Следователи» (англ. The Interrogators)                                                                                      | Кристофер Ли, Глинн Эдвардс                                                                   |
| 6-22    | 29 января 1969 8 августа 1996   | «На следующее утро» (англ. The Morning After)                                                                                | Питер Баркворт, Джосс Экланд, Брайан Блэссед, Пенелопа Хорнер, Дональд Даглас                 |
| 6-23    | 19 февраля 1969 15 августа 1996 | «Все любят» (англ. Love All)                                                                                                 | Вероника Стронг, Теренс Александер, Пэтси Роулэндс, Франк Гэтлифф, Дэвид Бэрон, Питер Стивенс |
| 6-24    | 5 марта 1969 22 августа 1996    | «Отнесите меня к главарю» (англ. Take Me to Your Leader)                                                                     | Патрик Барр, Пенелопа Кит, Джон Ронэн, Майкл Роббинс                                          |
| 6-25    | 26 февраля 1969 29 августа 1996 | «Оставайтесь с нами» (англ. Stay Tuned)                                                                                      | Кейт О Мара, Айрис Рассел, Роджер Дельгадо, Гэри Бонд                                         |
| 6-26    | 12 марта 1969 5 сентября 1996   | «Туман» (англ. Fog) | Найджел Грин, Гай Ролф, Пол Уитсон-Джонс, Пэтси Смарт, Арнольд Даймонд                        |
| 6-27    | 19 марта 1969 12 сентября 1996  | «Кто тот человек, с которым я вас видел?» (англ. Who Was That Man I Saw You With?)                                           | Уильям Марлоу, Ральф Майкл, Шейн Риммер                                                       |
| 6-28    | 30 апреля 1969 19 сентября 1996 | «Пандора» (англ. Pandora) | Джулиан Гловер, Джеймс Коссинс, Джон Лори, Кэтлин Байрон                                      |
| 6-29    | 2 апреля 1969 показа нет        | «Что-то такое» (англ. Thingumajig)                                                                                           | Дора Риссер, Ян Катбертсон                                                                    |
| 6-30    | 26 марта 1969 26 сентября 1996  | «Убийство и старые дамы» (англ. Homicide and Old Lace)                                                                       | Джойс Кэри, Мэри Мерралл, Джеральд Харпер, Кит Бакстер, Эдвард Брэйшоу                        |
| 6-31    | 16 апреля 1969 показа нет       | «Реквием» (англ. Requiem) | Анджела Даглас, Джон Пол, Джон Кэирни                                                         |
| 6-32    | 23 апреля 1969 показа нет       | «Захват» (англ. Take-Over)                                                                                                   | Том Адамс, Хилари Причард, Майкл Гвинн, Элизабет Селларс, Гэрфилд Морган                      |
| 6-33    | 21 мая 1969 5 сентября 1996     | «Сплошная мистика» (англ. Bizarre)                                                                                           | Рой Киннер, Фултон Маккэй                                                                     |